# Reprezentacja Łotwy w koszykówce mężczyzn
Reprezentacja Łotwy w koszykówce mężczyzn (łot. – Latvijas basketbola izlase)- drużyna, która reprezentuje Łotwę w koszykówce mężczyzn. Za jej funkcjonowanie odpowiedzialny jest Łotewski Związek Koszykówki (LBS). Była pierwszym w historii Mistrzem Europy, dzięki zwycięstwu w Mistrzostwach Europy w Koszykówce w 1935 roku. Raz wystąpiła na Igrzyskach Olimpijskich.

## Udział w imprezach międzynarodowych
- Igrzyska Olimpijskie
  - 1936 - 18. miejsce

- Mistrzostwa Europy
  - 1935 - 1. miejsce
  - 1937 - 6. miejsce
  - 1939 - 2. miejsce
  - 1993 - 10. miejsce
  - 1997 - 16. miejsce
  - 2001 - 8. miejsce
  - 2003 - 13. miejsce
  - 2005 - 14. miejsce
  - 2007 - 13. miejsce
  - 2013 - 11. miejsce